# Tactics (Manga)
Tactics ist eine abgeschlossene Manga-Serie von Sakura Kinoshita und Kazuko Higashiyama, die seit 2000 in Japan erscheint. Sie ist in die Genres Comedy und Action einzuordnen und wurde auch als Anime-Serie umgesetzt.

## Inhalt
Kantarō Ichinomiya (一ノ宮 勘太郎) ist ein junger Völkerkundler und Geisterjäger in der Taishō-Zeit, dem frühen 20. Jahrhundert in Japan. Er kann Geister und Naturgötter sehen und hat magische Fähigkeiten. Doch ist er mit vielen Geistern befreundet und versucht böse Geister zu besänftigen, indem er ihnen hilft. Er lebt von seinen ethnologischen Büchern und Bezahlungen für Geisteraustreibungen. Yōko, eine Kitsune, ist seine Dienerin, da er ihr einen Namen gab und sie so an sich gebunden hat.
Seit langem ist Kantarō auf der Suche nach dem Oni-fressenden Tengu, von dessen Stärke er profitieren will. Schließlich kann er ihn bei einem Auftrag finden, gibt ihm den Namen Haruka (春華) und bindet ihn so an sich. Von nun an hilft Haruka Kantarō bei seinen Aufträgen, wird dabei aber oft in seine Pläne eingespannt ohne davon zu wissen. Ein mächtiger Gegner der beiden wird Raikō Minamoto (源 頼光), Geisterjäger der Regierung, der selbst gerne den Oni-fressenden Tengu besiegt hätte.

## Veröffentlichung
Ein Pilot erschien in Ausgabe 1/2001 (Dezember 2000) des Magazins G Fantasy des Verlags Square Enix, bevor in Ausgabe 5/2001 die Serienveröffentlichung startete, geschrieben von Sakura Kinoshita und Suzume Momono. 2002 wechselte die Serie zum Verlag Mag Garden und Suzume Momono wurde durch Kazuko Higashiyama ersetzt. Dabei erschien der Manga zuerst im Magazin Comic Blade, dann 2003 in der neugegründeten Comic Blade Masamune und nach deren Einstellung 2007 in der Comic Avarus. 2013 wurde die Serie abgeschlossen. Die Kapitel wurden auch in 15 Sammelbänden herausgebracht.
Bei Carlsen Comics erschienen von Oktober 2002 bis Januar 2007 die ersten sieben Bände in deutscher Übersetzung. Tokyopop brachte von der Serie 2007 bis 2009 acht Bände auf Englisch heraus, 2004 und 2005 erschienen bereits zwei Bände bei ADV Manga. Ediciones Mangaline auf Spanisch und Tong Li auf Chinesisch. Zeitweise war die englische Fassung auf der Internet-Plattform JManga verfügbar.

## Anime-Adaption
Studio Deen produzierte 2004 eine Anime-Adaption des Mangas für das Fernsehen. Das Drehbuch von Ken’ichi Kanemaki wurde unter der Regie von Hiroshi Watanabe umgesetzt. Das Charakterdesign entwarf Mariko Oka und die künstlerische Leitung lag bei Michiyo Akutsu.
Die Serie wurde vom 6. Oktober 2004 bis zum 30. März 2005 nach Mitternacht (und damit am vorigen Fernsehtag) von TV Tokyo in Japan ausgestrahlt. 2007 und 2008 wurde eine englische Synchronisation in Kanada, den USA und dem Vereinigten Königreich im Fernsehen gezeigt. Außerdem existieren eine philippinische und eine koreanische Fassung.

### Synchronsprecher
| Rolle              | Japanische Stimme |
| ------------------ | ----------------- |
| Kantarō Ichinomiya | Kōki Miyata       |
| Haruka             | Takahiro Sakurai  |
| Yōko               | Tomoko Kawakami   |
| Reiko              | Omi Minami        |

### Musik
Die Musik der Serie wurde komponiert von Kei Haneoka. Für den Vorspann verwendete man das Lied Secret World, der Abspanntitel ist Mienai Chikara, beide gesungen von Miki Akiyama. Komponiert wurden die Lieder von Kazuya Nishioka, der Text stammt von Yuriko Mori.

## Light Novels
Bei Mag Garden Novels, einer Tochtergesellschaft von Mag Garden, erschienen drei von Nanami Nari geschriebene Light Novels zur Serie.

## Rezeption
Der amerikanische Kritiker Jason Thompson attestiert dem Manga „clevere Plots“ und einen interessanten Umgang mit der japanischen Folklore. Kern der Geschichte sei jedoch die „süße, leicht suggestive Beziehung zwischen Kan und Haruka: einem kleinen Jungen und seinem erwachsenen Beschützer.“ Das Charakterdesign sei in einem Anime-artigen Stil gehalten, typisch und einfach, lasse aber doch einige malerische Hintergründe und Details zu. Ohne Gewalt und Hässlichkeit, mit nur wenigen Konflikten sei die Serie eine „bewegende, leichte Lektüre“. Die deutsche Zeitschrift AnimaniA spricht dem Manga „Witz und Charme“ zu, die auch in die Anime-Umsetzung übertragen werden konnten. Dies sei vor allem der Regie und dem nah an der Vorlage gestalteten Charakterdesign zu verdanken. In Japan sei die Fernsehserie bei Fans des Mangas gut angekommen. In der Anime Encyclopedia wird die Serie dem Harem zugeordnet. Doch bilde sich der Harem bei Tactics aus traditionellen Geistergestalten, was dem Anime einen besonderen Charme verleihe.